# Arquidiocese de Pelotas
A Arquidiocese de Pelotas (Archidiœcesis Pelotensis) é uma divisão territorial da Igreja Católica no estado do Rio Grande do Sul. Foi criada diocese aos 15 de agosto de 1910 pela bula Praedecessorum Nostrorum de São Pio X, e foi elevada a arquidiocese pelo Papa Bento XVI, no dia 13 de abril de 2011.

## Arcebispo, bispos diocesanos e bispos auxiliares
Cronologia da administração local: 
|                   | Nome                        | Período   | Notas                              |
| Arcebispo         | Arcebispo                   | Arcebispo | Arcebispo                          |
| ----------------- | --------------------------- | --------- | ---------------------------------- |
| 1º                | Jacinto Bergmann            | 2011-     | Primeiro arcebispo metropolitano   |
| Bispos            |                             |           |                                    |
| 5º                | Jacinto Bergmann            | 2009-2011 | Elevação a arcebispo metropolitano |
| 4º                | Jayme Henrique Chemello     | 1977-2009 | Bispo emérito                      |
| 3º                | Antônio Zattera             | 1942-1977 |                                    |
| 2º                | Joaquim Ferreira de Melo    | 1921-1940 |                                    |
| 1º                | Francisco de Campos Barreto | 1911-1920 | Nomeado bispo de Campinas          |
| Bispos auxiliares |                             |           |                                    |
|                   | Jacinto Bergmann            | 2002-2004 | Nomeado bispo de Tubarão           |
|                   | Jayme Henrique Chemello     | 1969-1977 | Elevado a bispo diocesano          |
|                   | Angelo Félix Mugnol         | 1966-1969 | Nomeado bispo de Bagé              |